# توماس بارا
توماس بارا (انگلیسی: Tomás Berra؛ زادهٔ ۱۹ فوریهٔ ۱۹۹۱) بازیکن فوتبال اهل آرژانتین است.
از باشگاه‌هایی که در آن بازی کرده‌است می‌توان به باشگاه فوتبال آرسنال ساراندی و باشگاه فوتبال روساریو سنترال اشاره کرد.